# Ciutadella de Menorca
Ciutadella de Menorca è un comune spagnolo di 29 160 abitanti situato nella comunità autonoma delle Baleari, sull'isola di Minorca.

## Storia

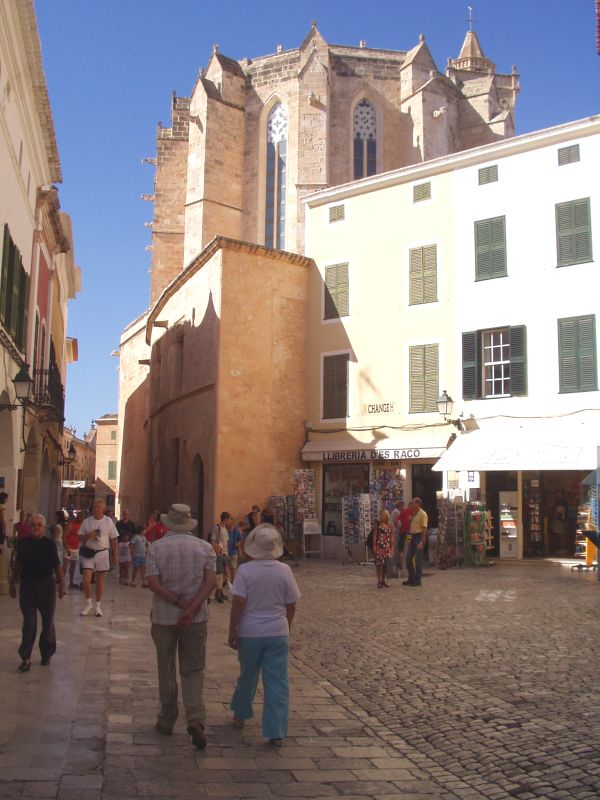
Ciutadella e la Cattedrale di Santa Maria

La città è stata in origine fondata dai Cartaginesi, ed era sede vescovile già nel IV secolo. La città fu governata dai Mori con il nome di Madina al Jazira (in arabo مدينة الجزيرة‎?) e Madina al Manurqa (مدينة المنورقة) per diversi secoli.
Ciutadella fu ripresa nel 1287 durante la reconquista dalle forze di Alfonso III, divenendo parte della Corona d'Aragona e trasformandosi in un importante centro d'affari.
Il 9 luglio 1558 i Turchi con una potente armata di 15 000 soldati e una flotta di 140 navi al comando dell'ammiraglio Piyale Pasha misero sotto assedio la città e dopo otto giorni riuscirono ad entrare, decimando la popolazione. La città era difesa solamente da poche centinaia di uomini. Tutti i 3 099 abitanti di Ciutadella che erano sopravvissuti all'assedio furono portati schiavi in Turchia assieme ad altri abitanti dei centri vicini. In totale 3 452 persone furono vendute come schiavi al mercato degli schiavi di Costantinopoli.

## Luoghi da visitare
NeI XVII secolo molti edifici civili e religiosi furono costruiti in stile italiano, dando a Ciutadella la sua unitarietà storica e artistica tuttora rintracciabile percorrendo le sue strette vie che spesso hanno nomi curiosi come Que no passa o Ses Voltes (Las Arcadas) che iniziano nella Plaça Nova o Plaça Espanya e terminano alla cattedrale. Spostandosi verso il Municipio si trova la Plaça des Born, dalla quale si può vedere il porto naturale e un obelisco in commemorazione dell'assalto turco del 9 luglio 1558.
Il palazzo municipale è stato prima l'antico palazzo del governatore arabo e poi il Palazzo Reale durante il governo della Corona di Aragona e poi ancora palazzo del governatore fino a che i britannici spostarono la capitale nella città di Mahón, posta più a est, nel 1722.

### Porto naturale
Ciutadella possiede un piccolo porto naturale. Alcune volte nel corso dell'anno una forte risacca fa sì che il mare diminuisca il suo livello fino a quando si genera un'onda che, raggiungendo un'altezza rimarchevole, può causare in alcune occasioni danni alle imbarcazioni ormeggiate nel porto.
Al porto di Ciutadella fanno capo le imbarcazioni di linea della compagnia Iscomar y Balearia che uniscono Minorca con Mallorca e Barcellona.

### Resti archeologici
Sul territorio comunale sono stati rinvenuti numerosi resti archeologici della civiltà talaiotica. La costruzione più conosciuta, e ovviamente primaria meta turistica, è la Naveta d'Es Tudons situata sulla strada Ciutadella-Maó. Su di essa è sempre esistita una famosa leggenda intorno alla mancanza di una delle pietre nella parte superiore. Si tratta di un monumento funerario unico nel suo tipo.

### Musei
- Casa - museo dedicata al pittore José Roberto Torrent Prats, aperta nel 1996 dall'Associazione Amici di Torrent.
- Museu Municipal de Ciutadella

### Monumenti
- Scultura – monumento dedicata nel 2002 al pittore Torrent ed eretta a cura del Comune di Ciutadella nella via che già portava il nome del pittore.

## Amministrazione

### Gemellaggi
- Córdoba
- Oristano, dal 1991

## Galleria d'immagini

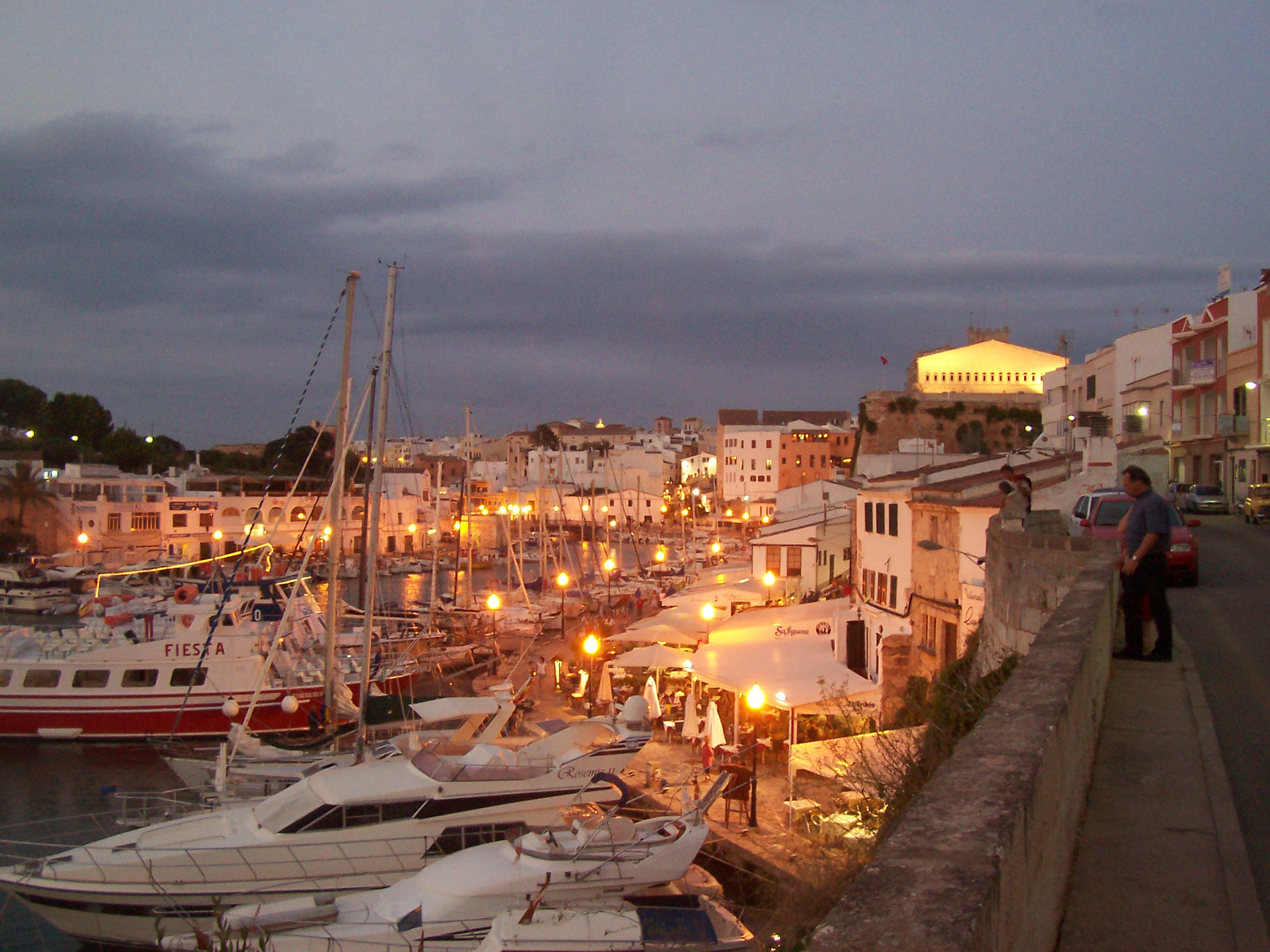
Il porto di sera.
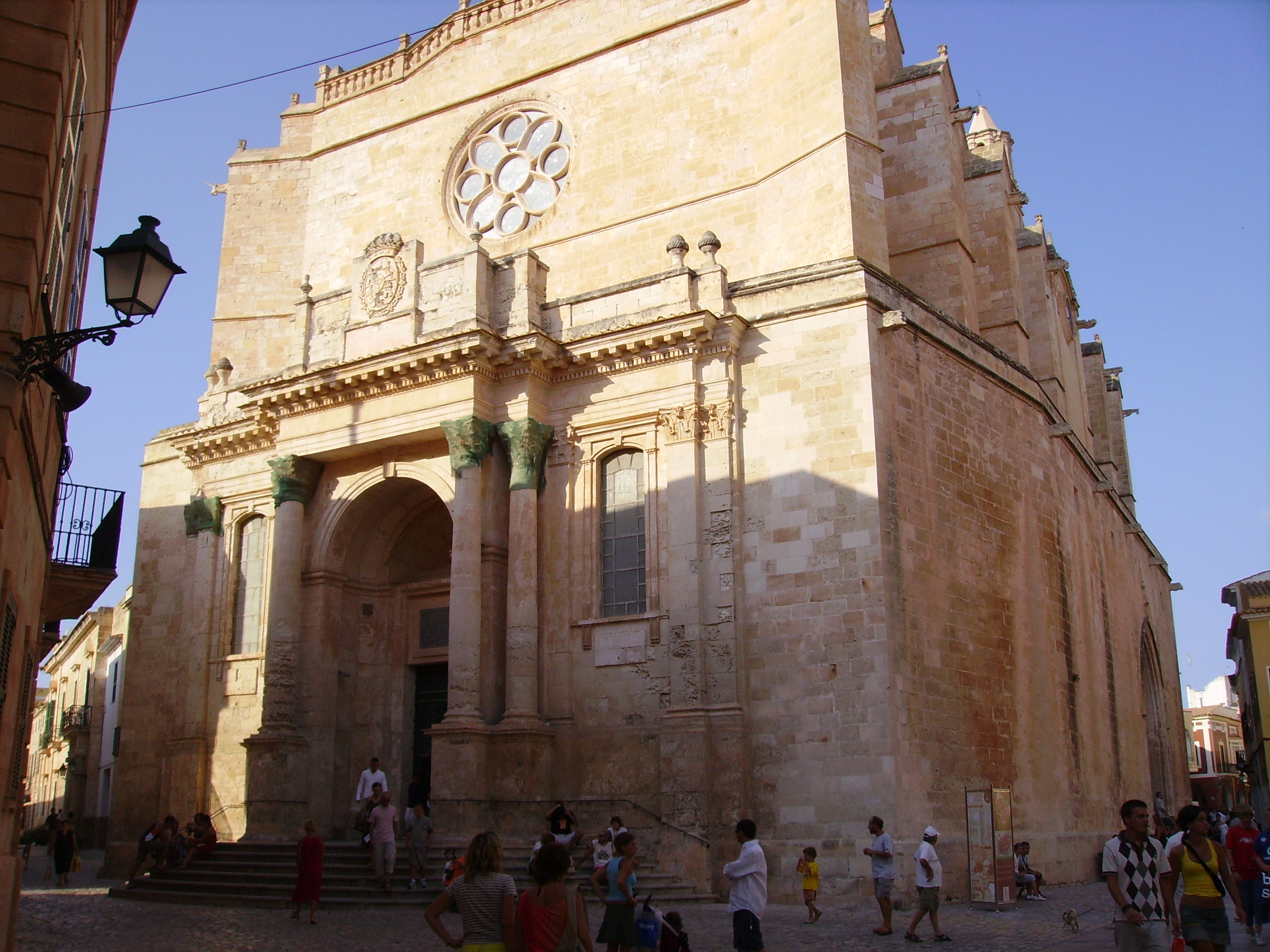
La cattedrale.
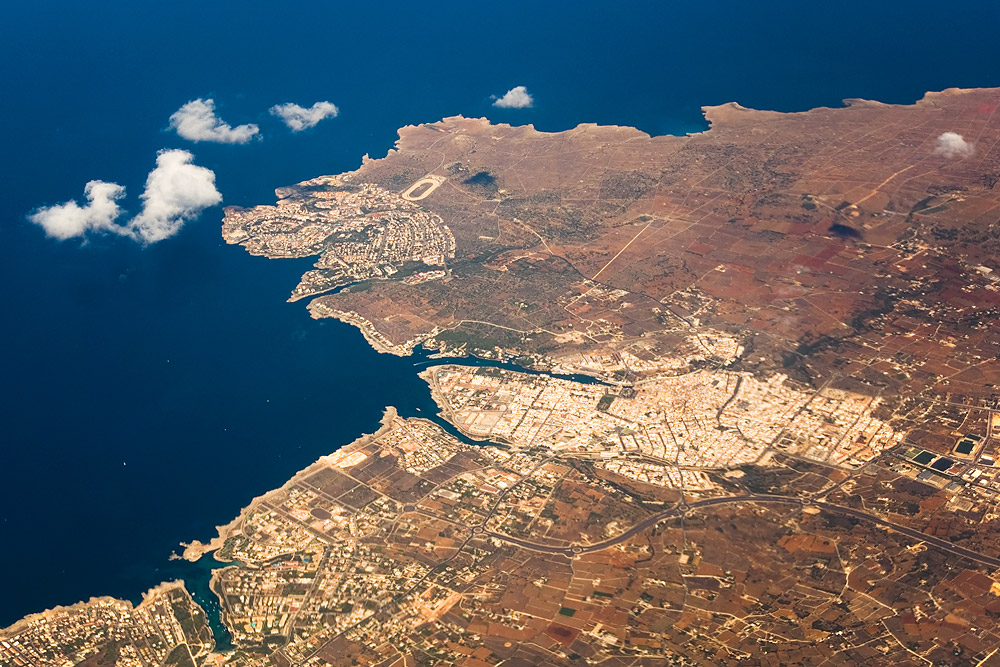
La città vista dall'alto.